# ホロセントリック染色体
ホロセントリック染色体（ホロセントリックせんしょくたい、英: holocentric chromosome）は、染色体中でその全長にわたって複数のキネトコアを持つものであり、1つのセントロメアのみを持つ染色体（モノセントリック染色体）と対比される。こうした染色体は、1935年に細胞学的実験によって最初に記載された。
この観察以降、「ホロセントリック染色体」という語は、以下の２つの性質を持つ染色体に対して用いられている。
1. モノセントリック染色体で観察されるセントロメアに対応するような一次狭窄（primary constriction）を欠く[2]。
2. 染色体軸全長にわたって複数のキネトコアを持ち、微小管がその全長に結合することで中期板（metaphase plate）から紡錘体極への移動が行われる[3]。

ホロセントリック染色体の姉妹染色分体は細胞分裂時、モノセントリック染色体に典型的なV字型構造をとることなく互いに平行なまま分離され、ホロキネティック染色体（holokinetic chromosome）とも呼ばれる。
ホロセントリック染色体は、動物と植物の双方の進化の過程で複数回獲得されており、植物、昆虫、クモ、線虫など現在約800種類の多様な種で報告されている。ホロセントリック染色体はは分散したキネトコアを持つため、偶発的な二本鎖切断によって形成された染色体断片は安定化されて喪失が防がれ、また核型の再編成に有利なものとなっている可能性がある。しかしながら、ホロセントリック染色体では乗換えに制限が生じ、二価染色体中のキアズマの数が制限される可能性があり、また減数分裂時の染色体分配順序の逆転（inverted meiosis）が生じる可能性がある。

## 進化
ホロセントリック染色体は1935年にFranz Schraderによって初めて記載され、染色体全体に分散したキネトコア（もしくは分散したキネトコア活性）を持つ染色体が同定された。こうした染色体は、セントロメアを持つ染色体のように1か所の一次狭窄部位で微小管に結合するのではなく、その全長にわたって微小管への結合を行うことができる。近年のいくつかの研究により、こうした有糸分裂時の挙動はホロセントリック/ホロキネティック染色体だけでなく、多数の（しかしそれぞれ孤立した）微小管結合部位を持つポリキネティック染色体（polykinetic chromosome）でも観察されることが明らかにされているが、現在でもホロセントリック/ホロキネティックという語は双方の過程を指して広く用いられている。

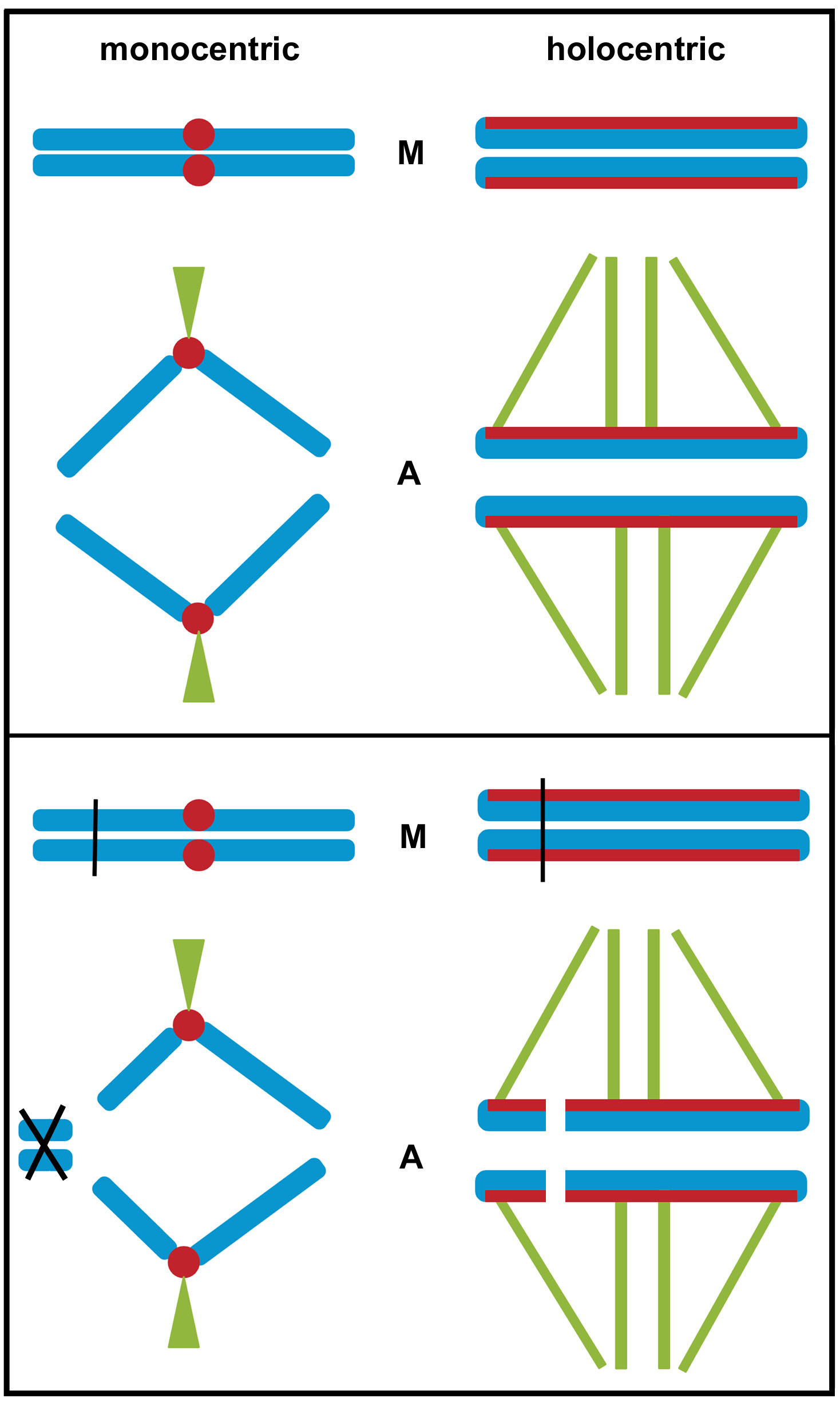
上: 有糸分裂中期（M）には、モノセントリック染色体（左）ではキネトコア（赤）は一次狭窄（セントロメア）1か所に位置している。微小管への接着後、後期（A）に姉妹染色分体は紡錘体極へ向かって移動し、染色体腕の受動的移動によって形成されるV字型構造が観察される。ホロセントリック染色体（右）では、キネトコアは染色体全体に位置しているため一次狭窄は存在しない。後期のホロセントリック染色分体は、互いに平行な直線型構造で紡錘体極へ向かって移動する。
下: モノセントリック染色体に切断が生じた場合、キネトコアを持たない断片は微小管への接着を行うことができず、その後の後期の段階で失われる。一方、ホロセントリック染色体ではセントロメアは染色体全体に位置しているため、染色体断片でも移動活性は維持され、適切な遺伝が行われる。

分子的手法の確立以前にはホロセントリック染色体の存在は主に細胞学的手法で確認が行われていたが、多くの種で細胞学的解析が困難であることを踏まえると、ホロセントリック染色体の存在は過小評価されていることが推測される。さらに、系統学的位置からホロセントリック染色体を持つことが示唆されるものの、染色体の特性解析がなされていない分類群もいくつか存在する。
現在までに昆虫、植物、クモ、線虫など多様な約800の生物種でホロセントリック染色体の存在が確認されており、このことはホロセントリック染色体はモノセントリック染色体を持つ祖先から収斂進化によって生じたものである可能性が高いことを示唆している。興味深い例外として、OligoneopteraやNeopteraに属する昆虫のモノセントリック染色体は、ホロセントリック染色体の祖先から2つの異なる独立したイベントを経て進化したものである可能性が高い。
収斂進化のエビデンスはホロセントリック染色体の獲得が適応的であることを示唆しているが、ホロセントリック染色体によって適応的利益がもたらされる条件は分類群によってさまざまである。植食性昆虫（アブラムシやチョウなど）のホロセントリック染色体は植物が産生する染色体異常誘発物質に対する防御機構として進化したものである可能性があり、他の場合では乾燥など他の染色体損傷因子に対する防御機構となっている可能性がある。こうした差異に関わらず、ホロセントリック染色体にはモノセントリック染色体と比較して分裂や融合などの染色体変異が中立的となる可能性があるという利点がある。ホロセントリック染色体が染色体異常誘発物質に対抗するための適応機構であるという仮説には、さまざまな染色体異常誘発物質濃度での実験室実験や野外研究による比較研究、そして大規模な系統遺伝学的解析など、より体系的な検証が必要である。
また、ホロセントリック染色体はキネトコア形成のわずかな差異によって容易に獲得されることが提唱されている。キネトコア形成方向が90°回転し、染色体軸に沿ってテロメア領域まで発生すれば、それ以上の段階を必要とせずホロセントリック染色体を生み出すことが可能であるという仮説が立てられている。

## 構造
ホロセントリック染色体の構造に関する詳細な分子的解析は現在のところほぼ線虫Caenorhabditis elegansでのみ行われているが、実験的に導入された染色体断片が紡錘体への接着を継続し、適切に分離されることは他の系統群でも確認されている。大部分の種ではホロセントリック染色体に関するデータは有糸分裂後期の染色体の挙動の解析と関連したものである。モノセントリック染色体では染色体を引っ張る力は染色体上の1点にかかるため、染色体の腕はその後ろについていく形となって移動するのに対し、ホロセントリック染色体の姉妹染色分体は互いに平行に紡錘体極へ向かって移動する。ホロセントリック染色体は互いに平行に離れていくため、モノセントリック染色体のようなV字型の形状をとることはない。また、ホロセントリック染色体はX線照射などによって断片化した場合でも各断片がセントロメア活性を保持しており、紡錘体極へ向かって適切に分離される。

## さまざまな生物種のホロセントリック染色体

### 節足動物
節足動物では、昆虫（トンボ目Odonata、ジュズヒゲムシ目Zoraptera、ハサミムシ目Dermaptera、チャタテムシ目Psocoptera、シラミ目Phthiraptera、アザミウマ目Thysanoptera、カメムシ目Hemiptera、トビケラ目Trichoptera、チョウ目Lepidoptera)、サソリ（ウシコロシサソリ上科Buthoidea）、ダニ（胸板ダニ上目Acariformesとコイタマダニ属Rhipicephalus）の、クモ（イノシシグモ科Dysderidaeとエンマグモ科Segestridae)、ヤスデ、ムカデなどさまざまな種で報告されている。このようにホロセントリック染色体は広くみられるものの、現在利用可能なデータの大部分はアブラムシやチョウに関するものである。
アブラムシについてはホロセントリック染色体に関して深く掘り下げられた研究が行われており、染色体断片安定化とその植食性生活環との関係が示されている。いくつかの植物は、DNA損傷を誘発することで殺虫作用を示す化学物質を産生する。一例として、ニコチンは主にナス科（タバコNicotiana tabacumを含む）の植物によって産生される天然アルカロイドであり、複製ストレスを引き起こすことで染色体断片化などさまざまな形態のDNA損傷をもたらす。同様の作用は、カフェインやエタノールなど他の植物産生分子でも報告されている。ホロセントリック染色体は染色体断片の遺伝に有利であり、一部のアブラムシでみられる核型の高頻度な変化と関係している。特に、モモアカアブラムシMyzus persicaeでは個体間や個体内での核型の再編成も観察されている。また、アブラムシはテロメラーゼを恒常的に発現しているため、染色体内の切断点でテロメラーゼ配列のde novo合成を開始し、染色体断片を安定化することができる。
多倍体ではない動物の中では、チョウ目は各属内の種間での染色体数の多様性や、種間や種内での核型の多様性が顕著に高い。チョウ目のホロセントリック染色体は染色体数の変化に対する耐性が高く、分裂や融合によって新たに生じた断片の遺伝が促進され、チョウ目は大規模な染色体分裂や融合の有害な影響が回避される。核型が異なる集団間の雑種では複数の再編成よる染色体ヘテロ接合が許容されることがあり、染色体ハイブリッドの妊性をレスキューする機構となっている可能性が生じている。このようにチョウ目では、染色体の進化が種分化を強化する役割を担っていると考えられている。また、チョウ目の種のゲノムを比較することにより、染色体再編成の形成率の観点からホロセントリック染色体の影響を解析することが可能である。このアプローチからは、チョウ目では100万年間で1Mbにつき2か所の染色体切断が生じたという証拠が得られている。この値はショウジョウバエで観察される値よりもはるかに高く、チョウ目がホロセントリック染色体を持っていることの直接的な結果であると考えられている。昆虫のホロセントリック染色体は構造レベルでの詳細な研究は行われていないが、真核生物におけるキネトコアの機能に必要不可欠と考えられてきたCENP-CやCENP-Aのホモログが存在しないことは興味深い事実である。

### 線形動物
ホロセントリック染色体を持つ種のグループとして最もよく知られているのは、C. elegansを含む双腺綱の線形動物である。C. elegansとの系統学的関係により、他の線形動物もホロンセントリック染色体を持つと記載されることが多いが、核型に関する実際のエビデンスは乏しい、もしくは議論がある。線形動物の発生は一般に固定された細胞系譜によって特徴づけられるため、ホロセントリック染色体によって未修復の染色体切断による有害な影響を避けることができると示唆されている。
C. elegansは分子的手法やゲノム情報が利用可能なため、そのホロセントリック染色体に関して詳細な特性解析がなされており、特にキネトコア構造について分子レベルでの解析が行われている。現時点でのデータからは、C. elegansのキネトコアは凝縮した分裂期染色体の両側に一対の線状または板状に形成され、これらが各染色分体上に分散したキネトコアであることが示唆されている。C. elegansの染色体の透過型電子顕微鏡像からは、そのキネトコアがモノセントリック染色体で観察されるものと非常に類似した三層構造であることが明らかにされている。C. elegansのキネトコアの構成要素として30種類以上のタンパク質が同定されているが、その半数は既にモノセントリック染色体のキネトコアでの機能が知られているものである。中でも、真核生物のキネトコアで高度に保存された構造的構成要素であるCENP-CとCENP-Aのホモログに関しては多くの研究がなされている。
モノセントリック染色体で観察されるのとは対照的に、ホロセントリック染色体ではヘテロクロマチン領域へのセントロメアの選択的局在はみられず、またC. elegansでは機能的なキネトコアの組み立てに必要な特異的配列もみられない。この点に関して、線形動物のホロセントリック染色体ではゲノム全体に分布する多数のサテライトDNAが観察されるが、モノセントリック染色体を持つ旋毛虫Trichinella spiralisではこのようなサテライトは観察されない。こうしたサテライトDNAの配列は種間で保存されておらず、高度反復配列はその配列自体ではなくその反復性によってキネトコア形成を促進していることが示唆される。また、C. elegansは局在したセントロメア構造を持たないため、姉妹染色分体間の結合がScc3、Smc1、Smc3、Scc1のコアサブユニットからなるコヒーシン複合体によって行われているかどうか、姉妹染色分体間の結合に関与しているタンパク質を同定する研究が行われている。これらのタンパク質はモノセントリック染色体を持つ生物と同じ機能を果たしているが、Scc1に関しては例外的に、Scc1のオルソログに加え、さらに3つのパラログ遺伝子が存在する。

### 植物
植物では、ホロセントリック染色体は接合藻、 ニクズク属Myristica（ニクズク科Myristicaceae）、シライトソウ属Chionographis（シュロソウ科Melanthiaceae）、ネナシカズラ属Cuscuta（ヒルガオ科Convolvulaceae）、モウセンゴケ科Droseraceae、Trithuria submersa（ヒダテラ科Hydatellaceae）、Prionium serratum（トゥルニア科Thurniaceae）、高等植物ではカヤツリグサ科Cyperaceaeやイグサ科Juncaceaeの多くの属でみられ、Luzula nivea（イグサ科）は最もよく研究されているホロセントリック染色体を持つ植物である。
スズメノヤリ属Luzulaの種では、セントロメア活性は各染色体上で等間隔に離れて同時に局在し、染色体断片化が自然発生した、もしくは電離線照射によって人為的に発生させた場合でも、より小さな染色体となって生存可能である場合がある。核型の再編成は適応度には影響せず、小さな染色体を持つ親とと大きな染色体を持つ親の雑種では両染色体が整列して対合することが示されている。同様にスゲ属Carexの種では、核型の分化は、種内、種内集団間、集団内での遺伝的多様性と相関していることが示されており、チョウ目で報告されているように、ホロセントリック染色体の再編成がスゲ属の進化と種分化においてさまざまなスケールで遺伝的分化に寄与していることが示唆される。
植物においても、ホロセントリック染色体に分散したキネトコアがセントロメアリピートの分離のひずみ（meiotic drive）とその悪影響を抑制している可能性が示唆されている。セントロメアリピートの拡大（または縮小）はより大きな（小さな）キネトコアの形成をもたらし、減数分裂時により多くの（少数の）微小管を誘引する。ホロセントリック染色体とセントロメアの分離のひずみの抑制との相関を示すこの仮説は非常に興味深いものであるが、有糸分裂時ではなく減数分裂時における染色体の進化のみが説明される。しかしながら、ホロセントリック染色体を持つ種の一部で減数分裂時には限定的なキネトコア活性が生じる可能性を考えると、このことは些末なことではない。
C. elegansで報告されているのと同様、Luzula elegansのセントロメアはセントロメアと関連したレトロトランスポゾンやサテライトDNAから構成されているわけではないが、セントロメア特異的cenH3タンパク質はセントロメア特異的なクロマチンフォールディングに結合しているようである。モノセントリック染色体とホロセントリック染色体とではセントロメアタンパク質が保存されているだけではなく、そのエピジェネティックな標識も保存されている。ヒストンH3のセリン10番またはセリン28番の細胞周期依存的なリン酸化（植物のモノセントリック染色体のセントロメア周辺域に一般的にみられる）は、スズメノヤリ属の染色体では一様に出現する。また、アブラムシに関して記載されているのと同様に、L. elegansはテロメラーゼを介したhealing過程において迅速かつ効率的にde novoにテロメア形成を行うことができ、この過程は染色体に対する電離放射線照射による損傷後に迅速に活性化される。新たなテロメアリピートの形成は照射後21日時点で約半数で細胞学的に検出され、3か月後にはテロメアの完全なhealingが行われる。こうして染色体断片の安定化と核型の固定が促進される。

## 減数分裂
19世紀後半、Edouard Van Beneden（1883）とテオドール・ボヴェリ（1890）はカイチュウ属Ascarisの生殖細胞形成の注意深い観察によって減数分裂を初めて記載した。これらの観察とさらなる解析によって、古典的な減数分裂が、相同染色体が分離されることで染色体数が減少する第一分裂（first division、reductional division）、そして姉妹染色分体が分離される第二分裂（second division、equational division）からなることの証拠となった。減数分裂の基本的法則は、まず相同染色体が分離され、その後に姉妹染色分体が分離される、というものである。

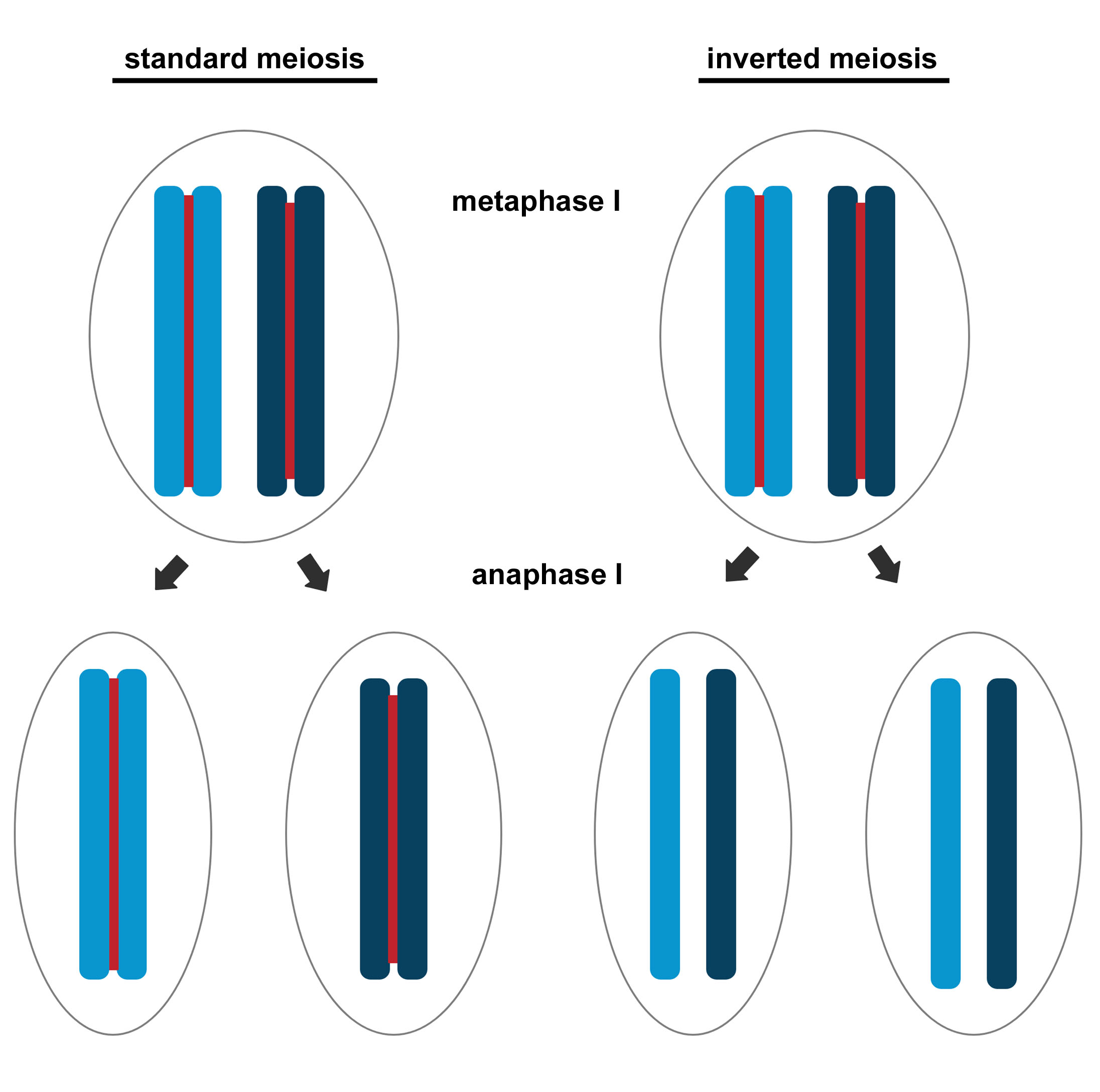
標準的な減数分裂（左）とinverted meiosis（右）における第一分裂時の分離の比較。

こうした減数分裂に関する理解はカイチュウ属の種のホロセントリック染色体の研究を通じて得られたものであるが、他の多くの分類群のホロセントリック染色体を持つ生物では減数分裂の順序は逆（inverted meiosis）である。いくつかの線形動物、カメムシ目とチョウ目の昆虫、ダニ、一部の顕花植物で報告されているように、ホロセントリック染色体を持つ種では一般的に減数分裂の順序が逆転しており、相同染色体の分離は第二分裂まで行われない。
さらにinverted meiosisを行う種の大部分では、古典的なキネトコア構造は観察されず、その活性は染色体末端に限定される。こうした変化は減数分裂時のホロセントリック染色体の四分染色体に生じる特異な接着と関係しており、複数の乗換えが生じた染色体の分離の障壁となっている。メスのC. elegansのホロセントリック染色体の減数分裂では、乗換えが制限されて1つの二価染色体につきに1つのキアズマのみが形成され、二価染色体軸に沿って動原体タンパク質の再分配を引き起こすことでこの問題は回避されている。その結果、各長腕（キアズマから遠い方の染色体末端までの領域）部分を均一に覆うものの、短腕が位置する二価染色体間のmidbivalent regionは除かれた、減数分裂期特異的なカップ型の構造が形成される。第一分裂後期にはC. elegansの相同染色体は微小管によってmidbivalent regionから紡錘体極へ向かって分離される。
C. elegansとは対照的に、植物と昆虫のホロセントリック染色体の生物では、第一分裂時に姉妹染色分体を分離する、すなわち古典的な減数分裂とは逆の順序で分離することでこの問題を回避している。しかしながら、このinverted meiosisを行うためには、第一分裂時に姉妹染色分体のキネトコアがbipolar orientationとなり、各分体が反対側の紡錘体極から発した微小管に接着される必要がある。その結果、第一分裂後期に姉妹染色分体はそれぞれ反対側の極へ分離されるが、さらに第二分裂時には相同染色体を整列させ対合させる機構が必要となる。チョウ目で報告されているように、inverted meiosisを行う種では核型が異なる種間の雑種や核型の再編成が生じた集団においても適切な染色体分離が促進されて雑種の生存と稔性が保証され、速い核型の進化、そしておそらく種分化が促進される。